# Parafia św. Rafała Kalinowskiego w Dąbrowie Górniczej
Parafia Świętego Rafała Kalinowskiego w Dąbrowie Górniczej – rzymskokatolicka parafia położona w dekanacie dąbrowskim – św. Antoniego z Padwy, diecezji sosnowieckiej, metropolii częstochowskiej, erygowana w 1983 roku.

## Zasięg parafii
Ulice: Kasprzaka (bloki, numery parzyste 6, 8, 10, 12, 14 i od 18 do 64), Kosmonautów (bloki, nr 1, 3, 5, 7, 9 i 4 oraz 6), Podlesie, Jamki, Tysiąclecia (nr 7, 9, 11, 15, 17, 19, 21, 27, 29, 31, 33, 35, domy prywatne nr 39, 47, 49, 57, 59), Piłsudskiego (nr 44 i 46), III Powstania Śląskiego (numery 5–14).